# Kapy Eduárd
Kapivári Kapy Eduard Dénes József, avagy Kapy Ede (Töltszék, 1817. október 9. (keresztelés) – Grodzinpuszta, 1886. augusztus 8.) jogász, császári és királyi kamarás, pestmegyi ideiglenes főispáni helytartója, országgyűlési képviselő.

## Élete
Kapy István Sáros megye alispánja és Bánó Amália fia. Előbb Sáros megyének főszolgabirája, a szabadságharc után 1849-ben Szolnokmegye ideiglenes főispánja, 1851-1856-ban Pestmegyének, 1856-61-ben Nógrádmegye főnöke, 1859-ben császári és királyi kamarás, végre 1861. októberében Pestmegye provis. főispáni helytartója. Elhunyt 1886. augusztus 6-án esti 1/2 10 órakor, élete 70., házassága 37. évében. Örök nyugalomra helyezték 1886. augusztus 8-án vasárnap a hanusfalvi sírkertben a római katolikus egyház szertartása szerint. Neje Axmann Rozina volt.

## Munkája
- Német, franczia és olaszországi utazásom naplója 1841. évben. Pest, 1865.